# قانون اساسی آندورا
قانون اساسی آندورا (کاتالونیایی: Constitució d'Andorra) قانون عالی کشور آندورا است در ۲ فوریه ۱۹۹۳ پس از یک همه‌پرسی توسط مردم آندورا در ۱۴ مارس ۱۹۹۳ تایید و تصویب شد.